# Jan Labraaten
Jan Labraaten, född 17 februari 1977, är en svensk före detta professionell ishockeyspelare. Labraaten spelade som junior för Färjestad BK och fick testa på spel i Elitserien med dem. Labraaten spelade även 31 juniorlandskamper för svenska juniorlandslaget. Som senior spelade han i Allsvenskan och Division 1 med bl.a. Grums IK, HC Örebro 90, Örebro IK och Skåre BK. Åren 1997–1999 spelade han i USA i ECHL och WPHL. Labraaten draftades som 98:e spelare totalt av Calgary Flames, i NHL-draften 1995. Under ett par år på 2010-talet var Labraaten även assisterande tränare för Färjestads damhockeylag.